# 戲仿
戏仿（英語：parody），又称谐仿或諧擬，是在自己的作品对其他作品进行借用，以达到调侃、嘲讽、游戏甚至致敬的目的，包含讚美和批評。屬二次創作的一種。「諧擬」仍然是一種模擬，但卻因為語言的嬉戲而詼諧。「諧擬」不是「再現」，諧擬的再書寫必須以被模仿的客體逼真度為基礎，與模擬的客體虛中有實，但仍解構了被模仿的客體的原型。
戏仿的对象通常都是大众耳熟能详的作品。举例来说，香港电影导演兼演员周星驰在《大话西游》和《功夫》等影片中大量使用戏仿，引用的来源有《西游记》、李小龙的影片、等等。
戏仿本身也可能成为戏仿的来源，例如在一些在线文章中借用《大话西游》中的经典对白来达到恶搞的目的。在同人文化的創作裡，也時常使用戲仿。一般認為《愛麗絲夢遊仙境》(Alice in wonderland)是戲仿的原型。因故事對白中有大量的戲仿和雙關語。
文學史上，諧擬始終不受文人與評論家重視和青睞，因為它屬於一種嬉鬧的遊戲行徑，顛覆傳統的幽默態度。在後現代（Postmodernism）文本中，常見源自各種經典文本的典故、角色，被以諧擬的方式重新刻劃，利用諧音、文字遊戲、情節顛覆的方式，兼有模仿加反諷的意味。也就是說，戲仿非但與原典有互文性，更進一步為其重塑再造。

## 相关
- 恶搞
- 空耳
- 膜蛤文化